# Bruchiana
Bruchiana là một chi bướm đêm thuộc họ Gelechiidae.